# Tamzoura
Pour les articles homonymes, voir Saint-Maur.
Tamzoura (Saint-Maur à l'époque française) est la commune la plus étendue de la wilaya d'Aïn Témouchent en Algérie.

## Toponymie
Le nom de Tamzoura pourrait se rattacher à la racine berbère [MZR] et signifie dans ce sens une "cascade"

## Géographie

### Situation
La commune de Tamzoura est située à l'est de la wilaya d'Aïn Témouchent. 
|            | Misserghin (wilaya d'Oran)           |                          |
| Oued Sabah | Tamzoura                             | Tafraoui (wilaya d'Oran) |
|            | Aïn Thrid (Wilaya de Sidi Bel Abbès) |                          |

### Relief et géologie
La commune comprend deux zones très contrastées. Dans sa partie nord, elle est située dans la grande plaine de la Mleta qui s'étend au sud de la Grande Sebkha d'Oran. L'altitude de cette plaine passe du nord au sud, de 89 m d'altitude en bordure du lac salé à 200 m au pied des premiers contreforts montagneux. La zone au sud de la commune est montagneuse, située dans le versant nord des monts du Tessalah, ici nommés djebel Bou Hanech, qui y culmine à 900 m environ. Le chef-lieu de la commune est situé à la jonction de ces deux zones.

### Lieux-dits, hameaux, et quartiers
Tamzoura, chef-lieu de la commune, compte aussi les localités suivantes : Khedaïda, Arbal, Khemis, Rhaïlia, Meftah, Chaïba, Kedadra et Kouasmia.

## Histoire

### Antiquité
Les ruines romaines situées à l'Arbal sur un contrefort très bas du versant nord du Tessalah sont celles de la station « Ad Regiae » de l'itinéraire d'Antonin, comme l'attestent divers débris d'inscriptions que l'on y a découverts mentionnant la respublica regiensis. Les ruines d'une basilique chrétienne divisée en trois nefs, et des épitaphes, y ont été trouvées. L'évêque du lieu, convoqué en 484 à Carthage par le roi vandale Hunéric, avant d'être exilé, avait nom Victor.

### Époque pré-coloniale
Le lieu de Tamzougha est mentionné au XVIIIe siècle par El Mecherfi: il est alors occupé par les Beni Amer-Guiza et les Ounazera, fraction des Beni Amer Ouled Abdallah qu'il dit être l'origine des Zmelas.

### Époque coloniale française
Sur le territoire de ce qui deviendra plus tard la commune de Tamzoura fut mis en œuvre l'une des rares implantations coloniales agricoles d'Oranie à l'époque de la monarchie de Juillet (1830-1848). Jules du Pré de Saint Maur, issu  d'une famille de noblesse de robe ayant donné de grands commis à la monarchie française, suit à titre privé en 1844 l'état-major du général de Lamoricière. Séduit par les lieux, il pense demander une concession près de Mansourah, ce dont on le dissuade, et sollicite finalement en 1845 une concession de 1200ha à l'Arbal, au sud de la grande Sebkha, qu'il obtient en 1846. En 1853, date où son exploitation agricole reçoit le titre officiel de ferme-modèle, 450 ha sont défrichés, 2 500 arbres ont été plantés. Par la suite seront expérimentés au domaine de l'Arbal l'acclimation du coton et de la cochenille. Jules du Pré de Saint Maur fourmille d'idées d'aménagement agricole, mais ses projets d'irrigation de la plaine de l'Habra et d'exploitation de la plaine de la Macta le mettent aux prises avec l'administration militaire. Mort à Oran en 1877, il est inhumé dans la chapelle qu'il avait fait édifier à la ferme d'Arbal,.

## Administration
Tamzoura est érigée en commune de plein exercice par un  décret du 27 janvier 1869. Son territoire d'environ 5 447 ha est alors constitué par le centre de population de Tamzoura (fondé par décret du 23 août 1858 : 16 feux sur un territoire de 632 ha), le domaine d'Arbal et les fermes d'El Khemis, et le territoire de Tafaraoui formant annexe. 
Plus tard amputée de son annexe de Tafraoui, mais agrandie du douar Meftah (tribu des Hamiane el Melah), puis d'une partie du douar-commune de Sidi Ghalem retiré à la commune mixte de Saint-Lucien (tribu des Ouled Ali-Ghoualem), la commune est renommée Saint-Maur par un décret du 25 mars 1895 en l'honneur de Jules du Pré de Saint-Maur ; sa superficie atteint alors 22 703 ha.
Jusqu'alors comprise dans l'arrondissement d'Oran, la commune de Saint-Maur est incluse en 1957 dans l'arrondissement d'Aïn Témouchent (créé en 1955). 
Nommée à nouveau Tamzoura après l'indépendance, la commune fait partie de la wilaya d'Aïn Témouchent depuis 1984.